# 고노에 다다히로 (1808년)
고노에 다다히로(일본어: 近衛忠煕, 1808년 ~ 1898년)는 막말 구게 출신의 조정 대신으로 공무합체파로 활약했다. 아버지는 고노에 모토사키(近衛基前), 어머니는 고토히메(琴姫, 미토번주 도쿠가와 무네요시의 딸). 정실부인은 사쓰마번주 시마즈 나리오키의 양녀(시마즈 나리노부의 친딸)로 사쓰마번을 다스리는 시마즈 가문과도 가까운 인척관계였다. 또 시마즈 나리아키라의 양녀 아쓰코을 입양하여 쇼군 도쿠가와 이에사다에게 시집보내기도 했다.
인세이 4년(1857년) 태정관의 장관이 되었지만 쇼군 이에사다의 후계자 다툼에서 히토쓰바시 파에 속했기 때문에 안세이 대옥이 일어나자 은거 및 근신을 명받는다.
1862년에 복귀하여 관백으로 취임했지만, 다음해 존왕양이파의 대두로 인해 자리에서 물러났다. 그 후에는 메이지 정부와는 거리를 두어, 도쿄 천도후 대부분의 구게가 도쿄로 이주한 뒤에도 계속 교토에 남아 손자 아쓰마로를 맡아 키우는 것에만 전념했다. 아들 다다후사가 죽은 뒤인 메이지 11년(1878년)에 와서야 메이지 천황의 거듭되는 요청에 못이겨 도쿄로 이주했다.